# Горьевка
Горьевка (укр. Гор'ївка) — село, относится к Подольскому району Одесской области Украины.
Население по переписи 2001 года составляло 24 человека. Почтовый индекс — 66371. Телефонный код — 4862. Занимает площадь 0,15 км².

## Местный совет
66371, Одесская обл., Подольский р-н, с. Петровка